# 斯坦因西域考古记
斯坦因西域考古记（英語：Serindia: detailed report of explorations in Central Asia and westernmost，直译书名为“塞林提亚：在中亚和中国西部地区考察的详细报告”），也作《西域考古图记》，英国探险家马尔克·奥莱尔·斯坦因在1906年至1908年间在中国新疆和甘肃西部地区进行考古调查和发掘的全部成果的详细报告，也是继斯坦因首次新疆考古发表报告《古代和田：中国新疆考古发掘的详细报告》后的续编。
该报告共有五卷，前三卷为调查报告，第四卷为图版，第五卷为地图。前三卷除文字内容外，也包含部分实地照片和勘测图，第四卷主要是塑像、壁画、写本等的照片。该报告涉及阿克铁热克、喀达里克、麻扎塔格、尼雅、安迪尔、米兰佛寺、吐蕃城堡、楼兰古城、敦煌千佛洞和藏经洞等重要遗址，发现遗物主要有雕塑、绘画、简牍文书、织物、钱币、碑刻、佛经残卷以及大量生活用品、生产工具、装饰品、兵器等。